# Championnats du monde de tir 1954
Navigation
Édition précédente Édition suivante
Les championnats du monde de tir 1954, trente-sixième édition des championnats du monde de tir, ont eu lieu à Caracas, en Venezuela, en 1954.